# Castelo de Ehrenberg (Neckar)

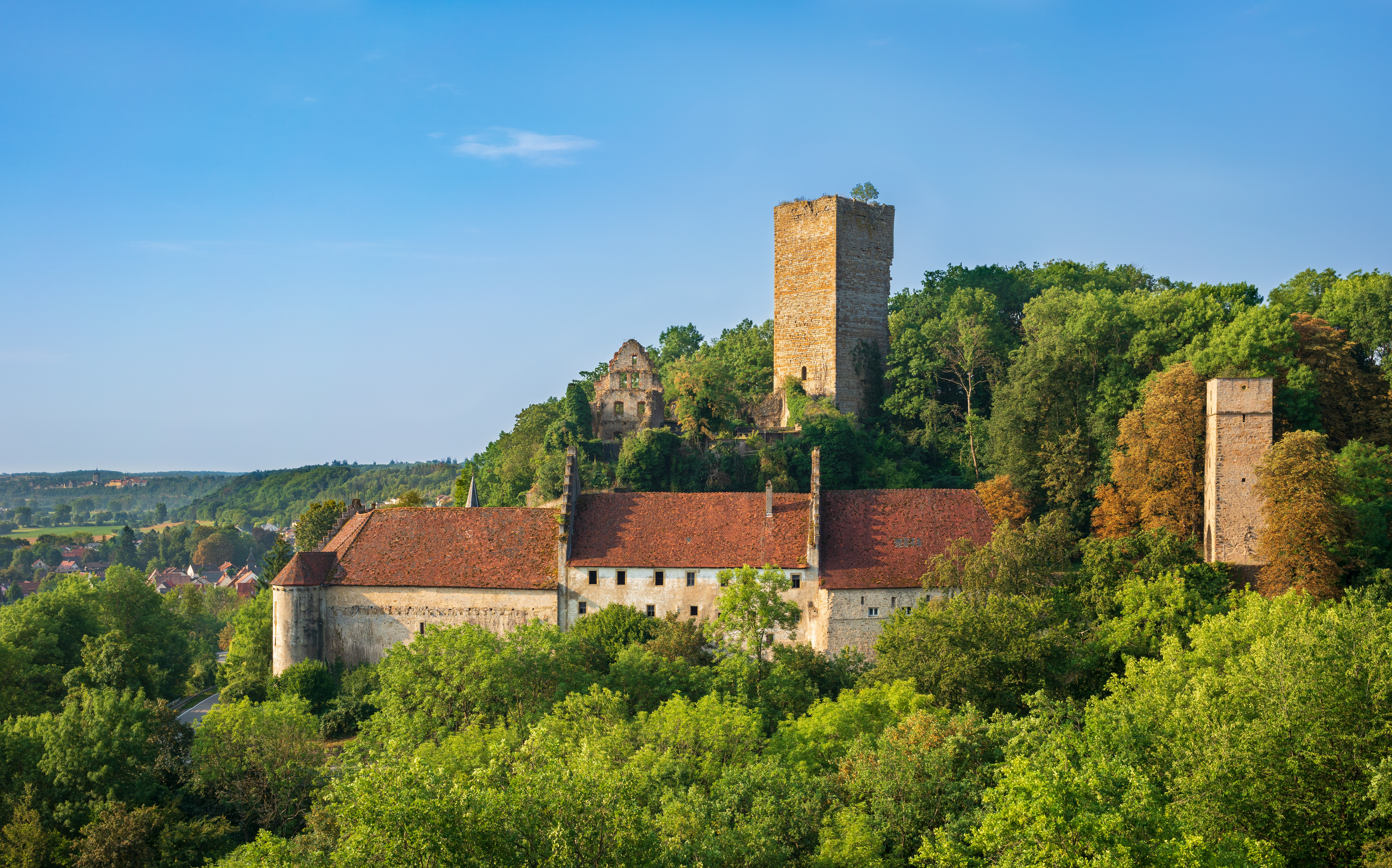
Vista geral do castelo de Ehrenberg.

O castelo de Ehrenberg é um castelo de topo de monte construído no século XII acima de Heinsheim am Neckar, no Estado alemão de Baden-Württemberg. Atualmente, forma, com os edifícios históricos de Gundelsheim, localizados na margem oposta do Neckar, um impressionante conjunto que integra a Burgenstraße.

## História
A edificação do castelo de Ehrenberg remonta ao início do século XII e deve-se aos Condes de Lauffen. Ehrenberg foi a casa da linhagem dos Senhores de Ehrenberg (ou Erenberg ou Ernberg), pelo menos, a partir de 1193, os quais eram seguidores dos Hohenstaufen. Assim, a estrutura do castelo está em estreita ligação com o palácio imperial daquela dinastia na vizinha Wimpfen. Na literatura, o castelo é frequentemente considerado como parte do sistema de defesa de Wimpfen.
A parte mais antiga do castelo de Ehrenberg é a muralha com cerca de dois metros de espessura que rodeia o núcleo do castelo (Kernburg). O edifício desse núcleo data entre os séculos XII e XIII e também tem fundações em pedra muito fortes. Foram preservadas até hoje a torre de menagem (Bergfried) de 1235, com 50 metros de altura e que já deve ter tido mais 10 metros, e uma empena de aproximadamente 15 metros de altura que fazia parte de um edifício do núcleo. As restantes estruturas do núcleo apenas se podem imaginar a partir das paredes das fundações. Os fortes danos que se verificam no castelo devem ter sido causados durante a Guerra dos Trinta Anos. Entre os séculos XVII e XVIII foi construído um pátio de entrada (Vorburg) para o núcleo do castelo, com uma torre portaria de cerca de 30 metros de altura, além de edifícios residenciais e comerciais com características barrocas.
Também pertence ao castelo uma Capela de São Albano, de 1602, localizada a sul da muralha de cintura, a qual foi construída como igreja católica para os habitantes da aldeia, sendo redesenhada em 1778 em estilo barroco.
A família von Ehrenberg extinguiu-se no século XVII. Após a morte dos últimos Ehrenberg, a posse do castelo, da aldeia de Heinsheim e a vizinha herdade de Zimmerhof passou para a Diocese de Worms, cujo sucessor, a partir de 1803, foi o Landgraf de Hessen. Foi a este que o castelo e Zimmerhof foram adquiridos, em 1805, pelos Barões de Racknitz.
O Vorburg é habitado até hoje pela família proprietária, os Racknitz, servindo as ruínas do Kernburg como um centro de reprodução de aves de rapina. O castelo não pode ser visitado, uma vez que é propriedade privada e está ocupado.

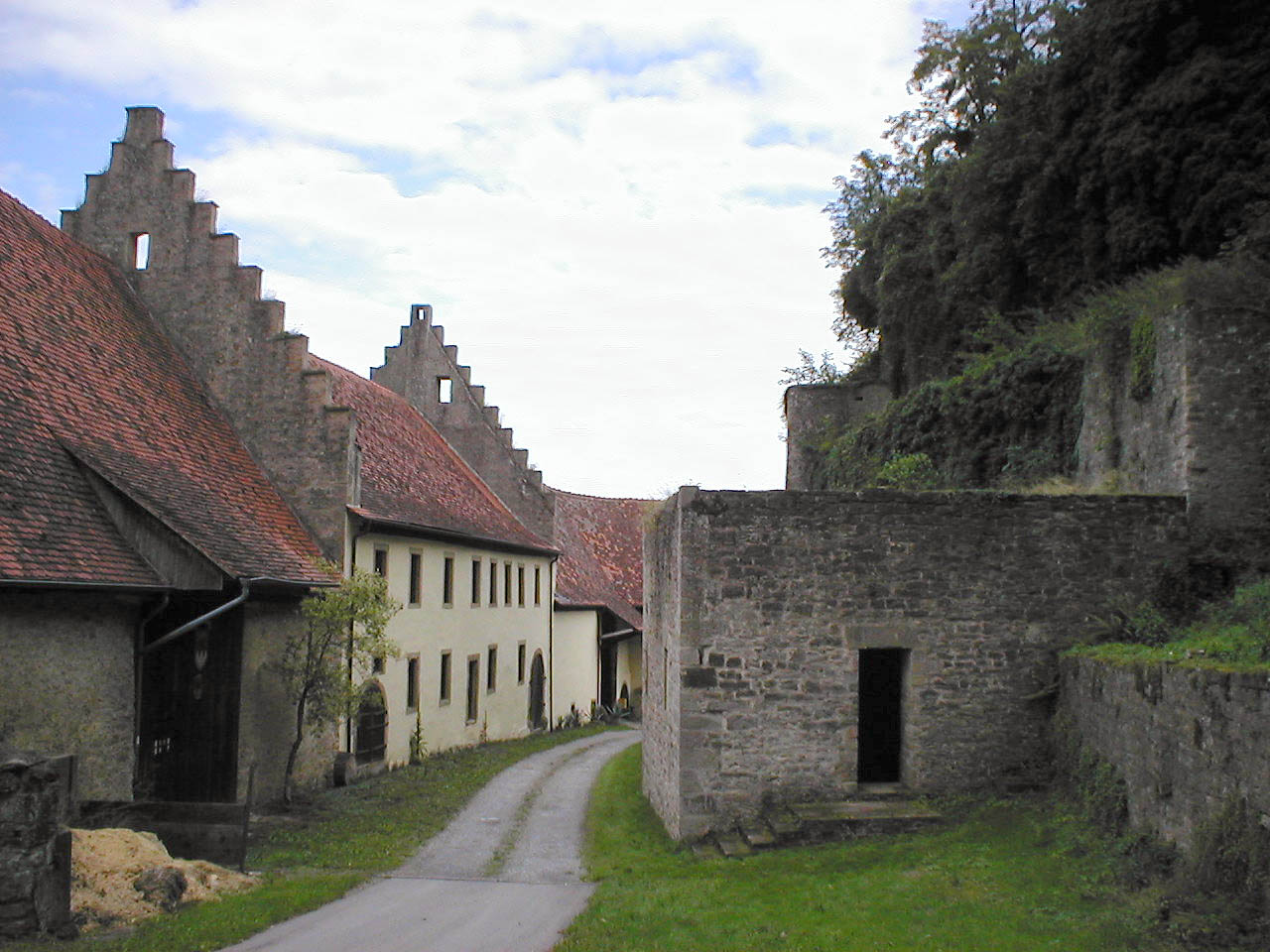
Imagem do vorburg interior
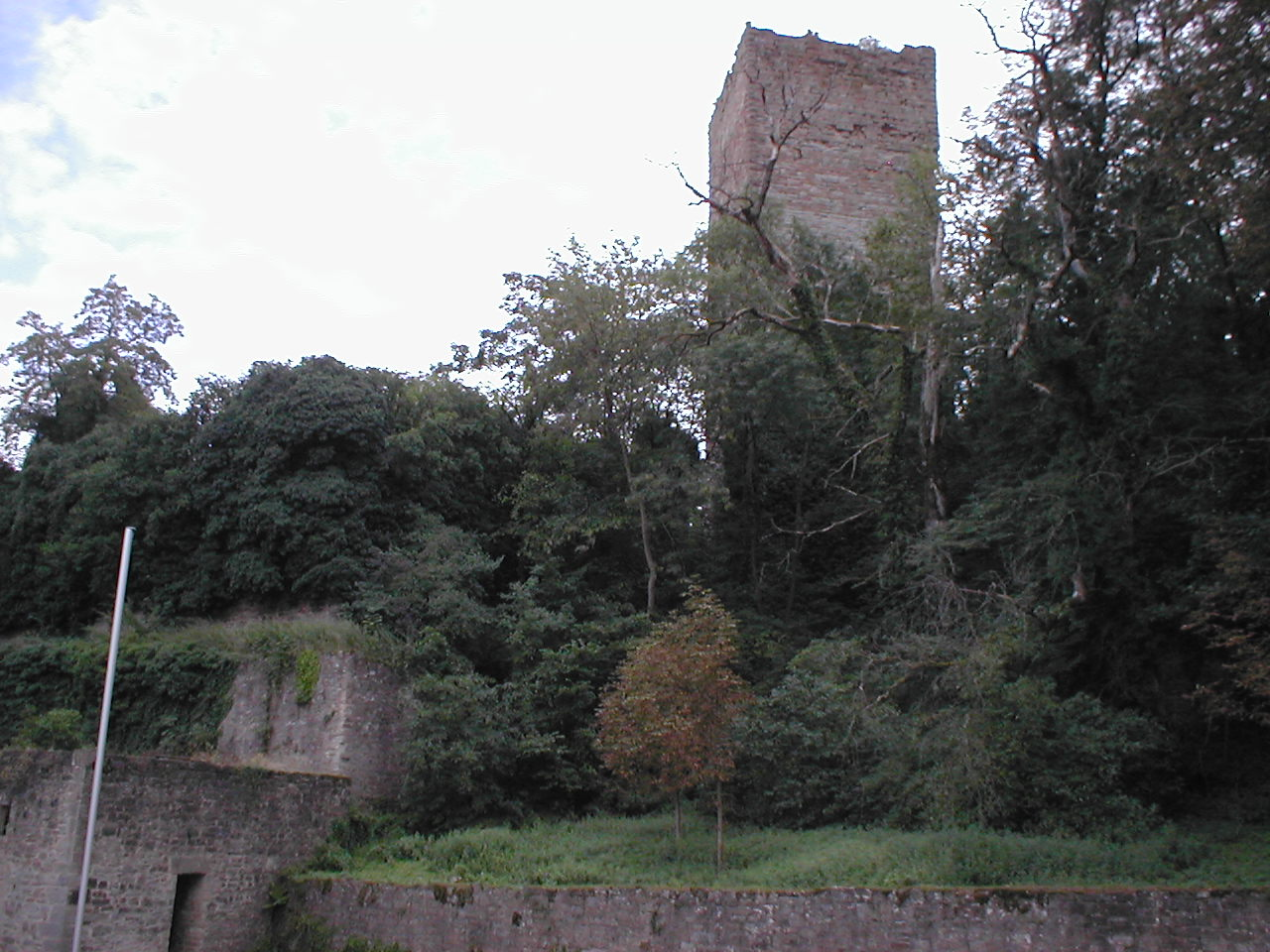
Torre de menagem de 1235
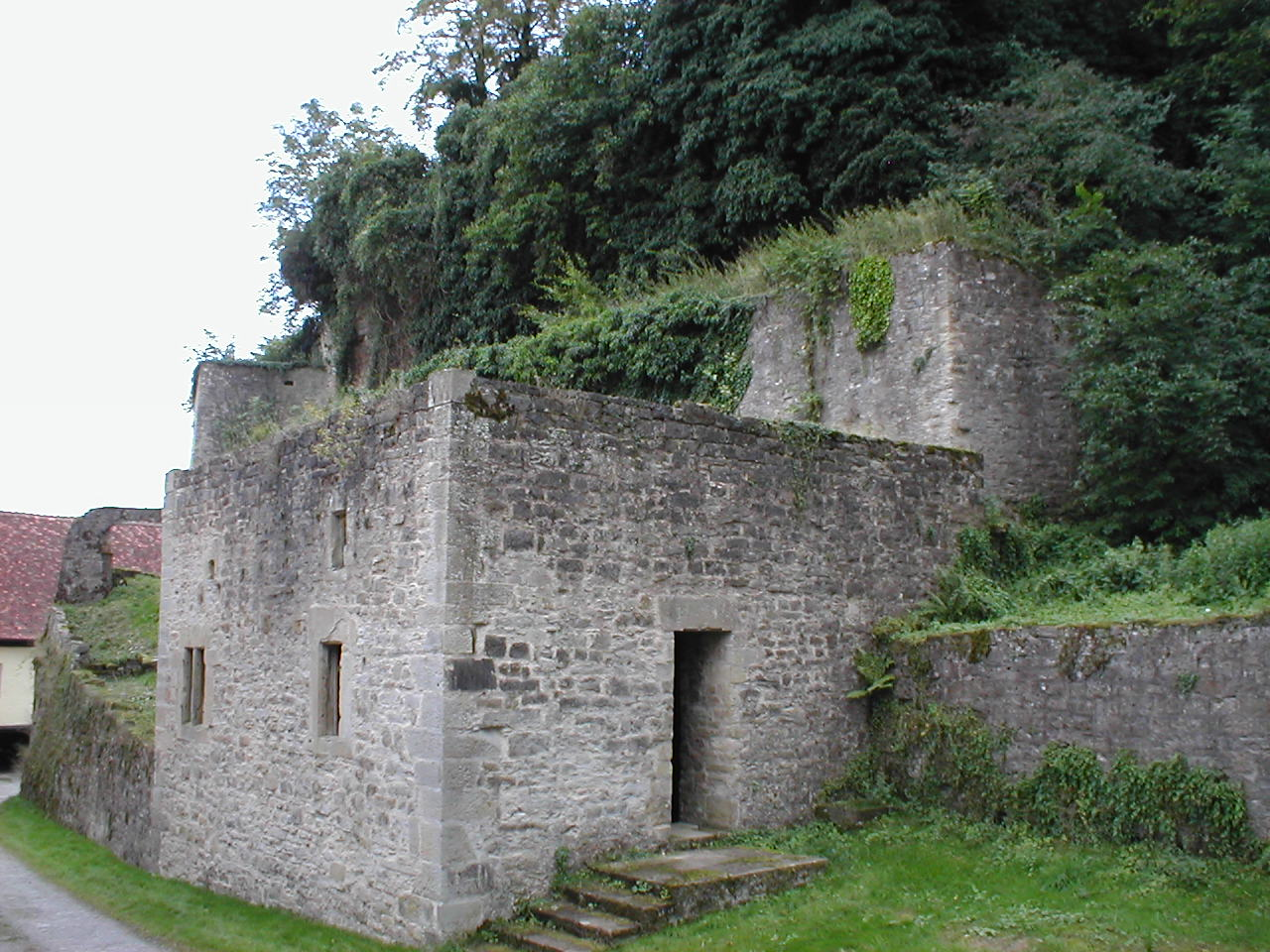
Restos do cerne do castelo

## Viticultura
A casa Hein deu o mesmo nome do castelo à sua exploração vinícula (adega), a qual pertence à região vinícula de Baden.